# Iwan Heszko
Iwan Heszko (ukr. Іван Гешко, ur. 19 sierpnia 1979 w Czerniowcach) – ukraiński lekkoatleta, specjalista od biegu na 1500 metrów. Wielokrotny medalista mistrzostw świata i Europy, dwukrotny olimpijczyk (2000, 2004).
Występuje w biegach na 800 i 1500 metrów. Większe sukcesy odnosi na drugim z tych dystansów, m.in.:
- Rekord Ukrainy 3:30,33 (Bruksela 3 września 2004)
- Wielokrotne mistrzostwo kraju zarówno w hali, jak i na stadionie
- 3. miejsce podczas mistrzostw świata w lekkoatletyce (Paryż 2003)
- 1. miejsce podczas Światowego Finału IAAF 2004 i 2005
- 2. miejsce podczas halowych mistrzostw świata w lekkoatletyce (Budapeszt 2004)
- 1. miejsce podczas halowych mistrzostw Europy w lekkoatletyce (Madryt 2005)
- 1. miejsce podczas uniwersjady (Izmir 2005)
- 1. miejsce podczas halowych mistrzostw świata w lekkoatletyce (Moskwa 2006)
- 1. miejsce podczas Pucharu Europy w Lekkoatletyce (Málaga 2006)
- 2. miejsce podczas mistrzostw Europy w lekkoatletyce (Göteborg 2006)
- 5. miejsce podczas igrzysk olimpijskich na 1500 m (Ateny 2004)

## Rekordy życiowe
- 800 metrów – 1:45,41 Dortmund 15 czerwca 2003
- 1000 metrów – 2:19,04 Stambuł 16 czerwca 2001 rekord Ukrainy
- 1500 metrów – 3:30,33 Bruksela 3 września 2004 rekord Ukrainy
- 1 mila – 3:50,04 Londyn 30 lipca 2004 rekord Ukrainy
- 800 metrów (hala) – 1:46,49 Peania 20 lutego 2005 rekord Ukrainy
- 1500 metrów (hala) – 3:33,99 Karlsruhe 13 lutego 2005 rekord Ukrainy, był to ówczesny 2. rezultat w historii europejskiej lekkoatletyki[1]
- 1 mila (hala) – 3:59,14 Boston 27 stycznia 2007 rekord Ukrainy